# AC Juventus
Atlético Clube Juventus – brazylijski klub piłkarski z siedzibą w mieście Rio Branco, stolicy stanu Acre.

## Osiągnięcia
- Mistrz stanu Acre (Campeonato Acreano) (15): 1966, 1969, 1975, 1976, 1977, 1980, 1981, 1984, 1985, 1986, 1989, 1990, 1995, 1996, 2009

## Historia
Juventus założony został 1 marca 1966 roku i gra obecnie w pierwszej lidze stanu Acre (Campeonato Acreano).